# Ключборк
Ключборк (пол. Kluczbork, нем. Kreuzburg) — город в Польше, входит в Опольское воеводство, Ключборкский повят. Имеет статус городско-сельской гмины. Занимает площадь 12,35 км². Население — 26 164 человека (на 2004 год).

## Достопримечательности
- Кладбище советских солдат — на кладбище похоронен Герой Украины Михаил Василишин

## Персоналии
- Бетузи-Гук, Эдуард-Георг

## Города-побратимы
- Бад-Дюркхайм
- Бережаны
- Уэлс
- Дзержонюв

## Галерея

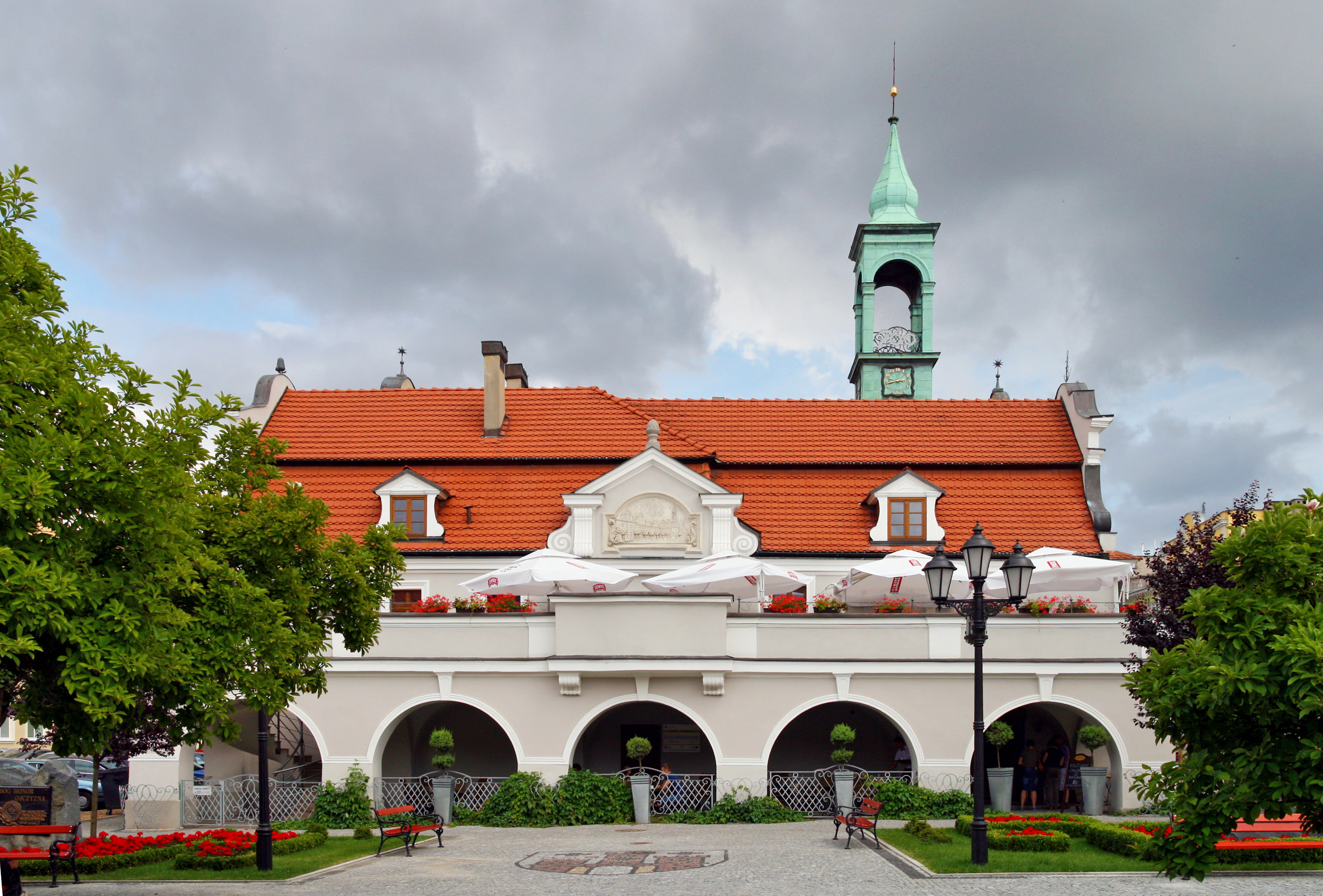
Ратуша
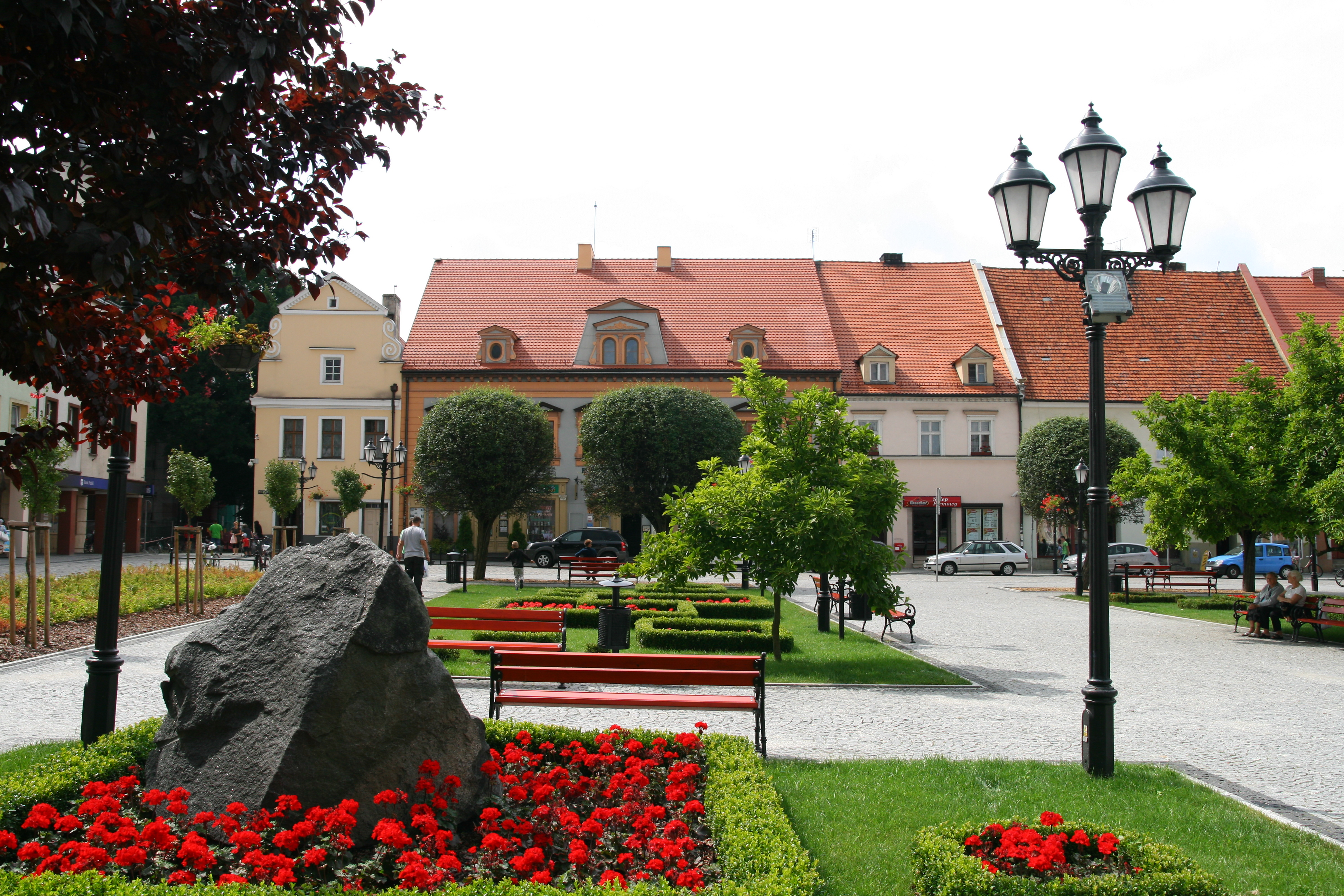
Рынок
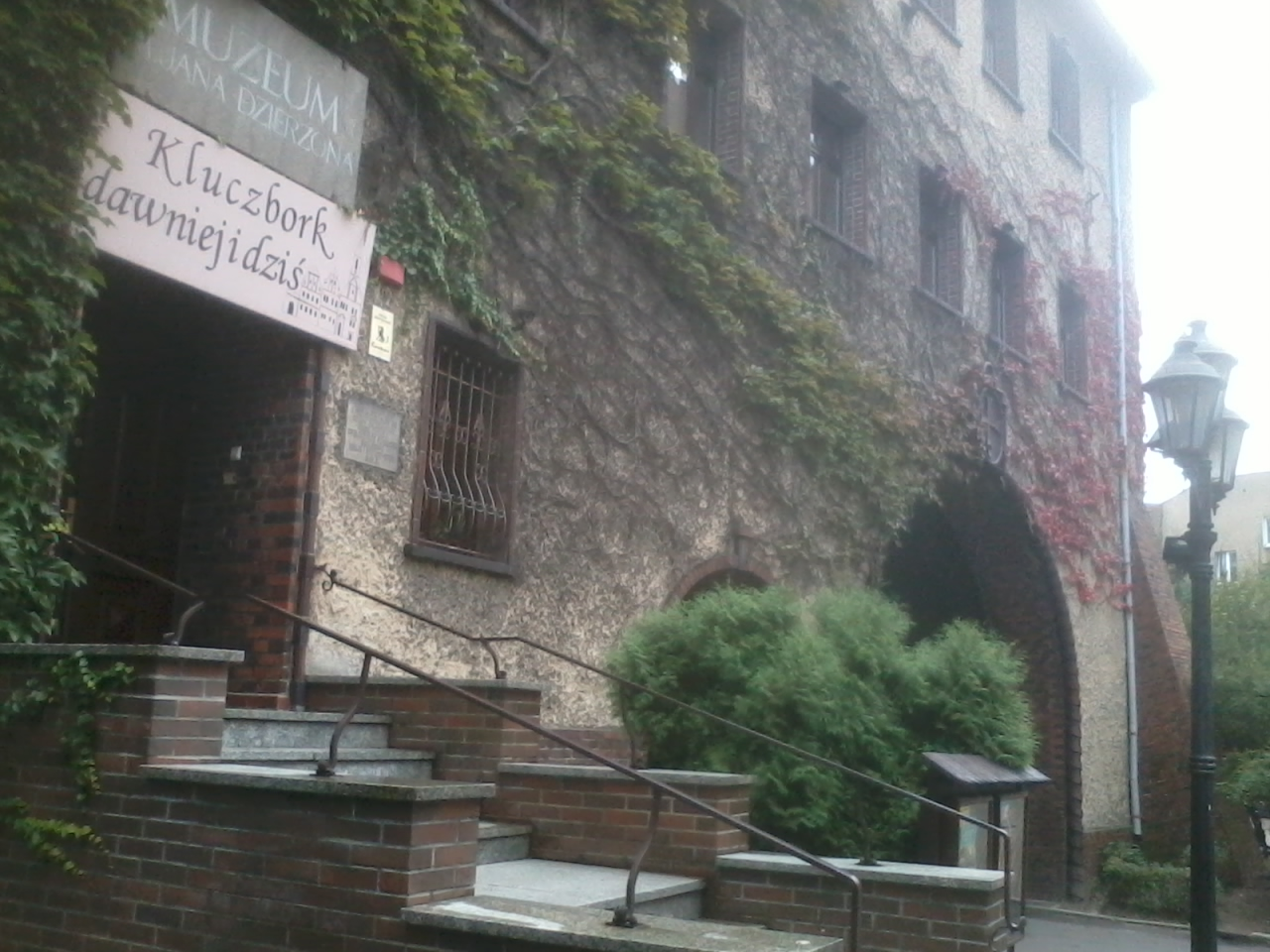
Музей
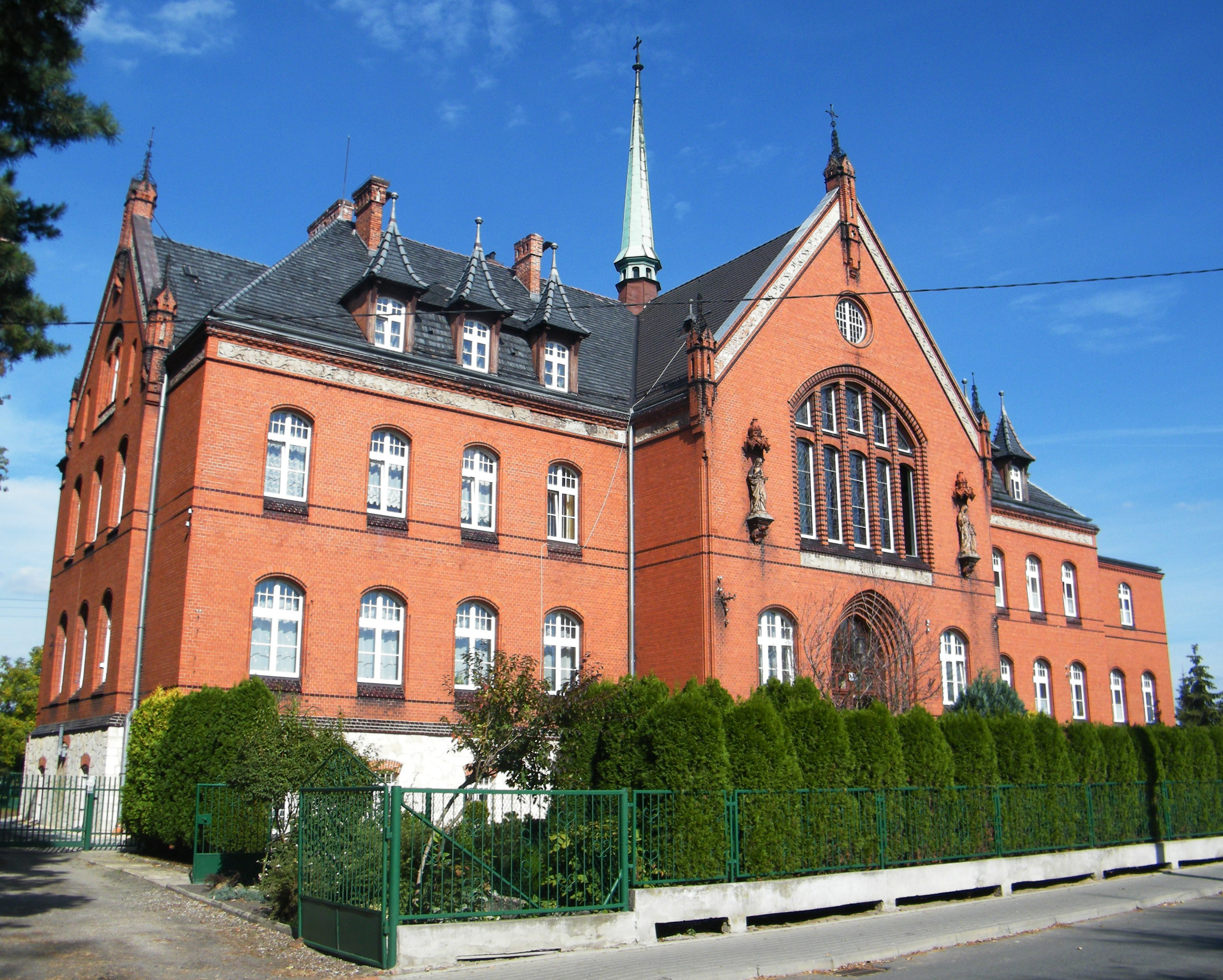
Монастырь
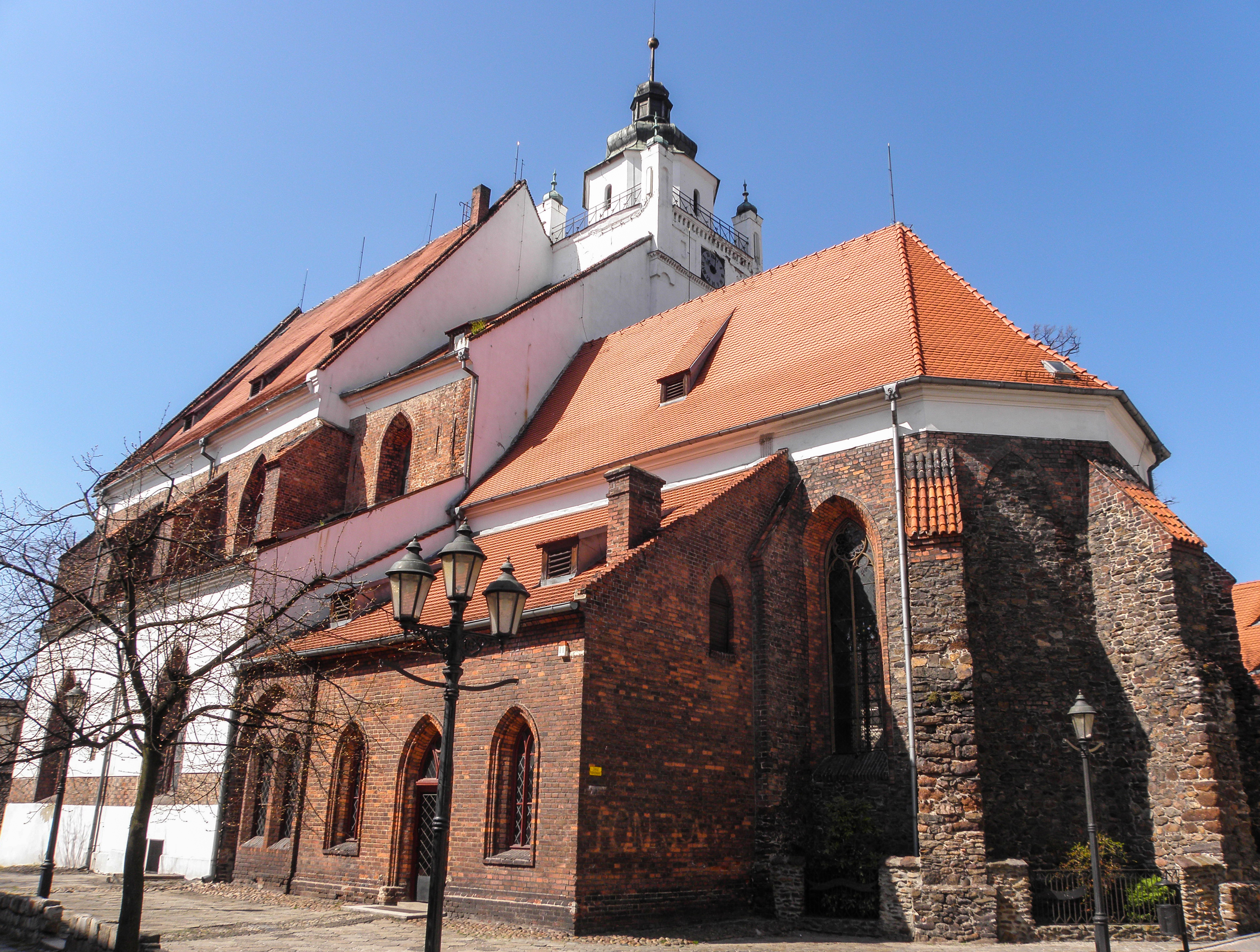
Кирха Св. Сальватора
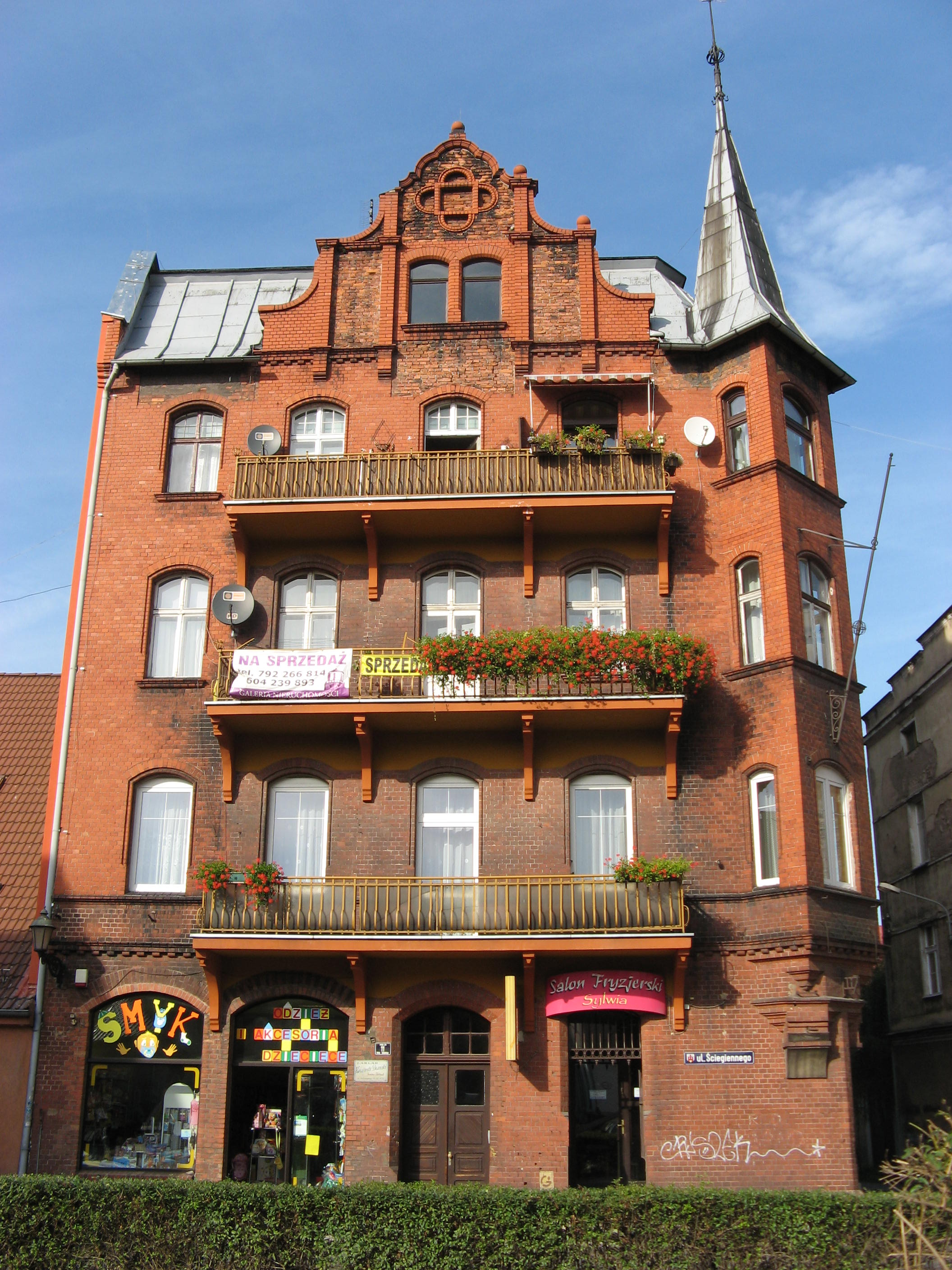
Старинный дом
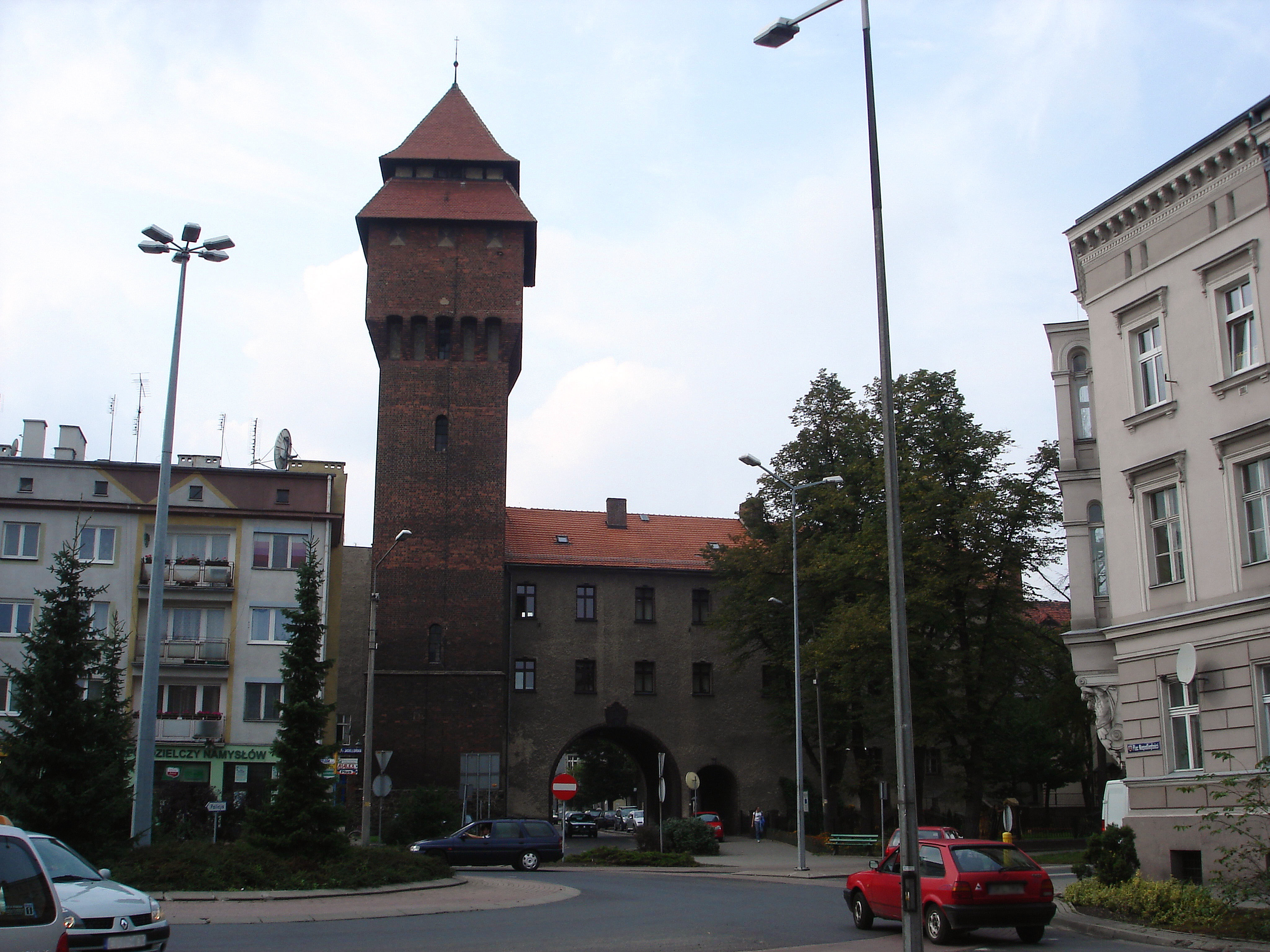
Башня
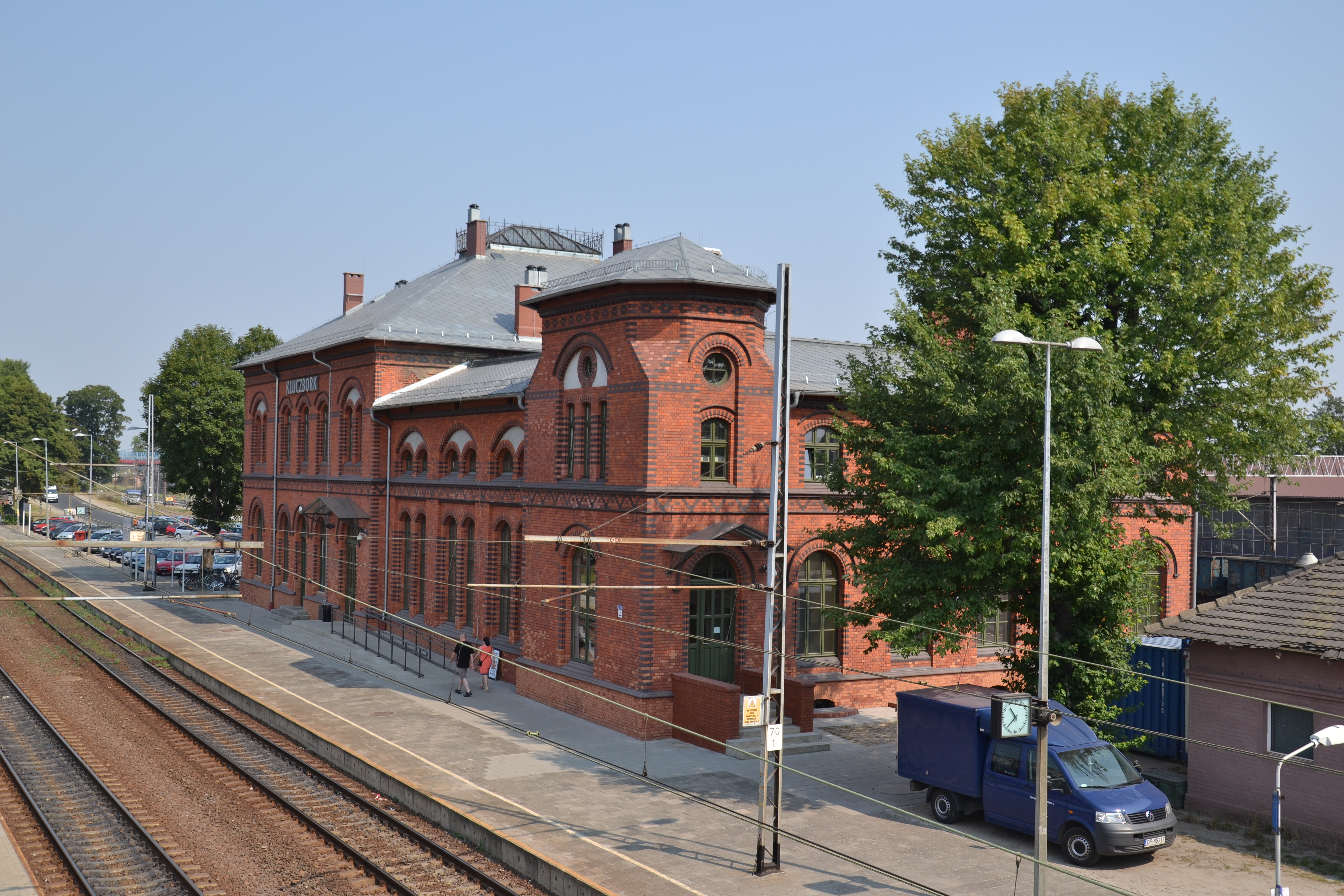
Вокзал